# جان-جاك ديلماس
جان-جاك ديلماس هو طبيب وسياسي فرنسي، ولد في 4 أكتوبر 1938 في Le Malzieu-Ville ‏ في فرنسا، وتوفي في 8 فبراير 2010 في ماند في فرنسا. نشط حزبياً في الاتحاد من أجل الديمقراطية الفرنسية. وقد انتخب Mayor of Mende ‏ (14 مارس 1983 – 16 مارس 2008) وانتخب نائب فرنسي عن دائرة Lozère's 1st constituency ‏ وقد انضم خلال فترته النيابية ‏ (2 أبريل 1993 – 21 أبريل 1997) للكتلة البرلمانية الاتحاد الفرنسي للديمقراطية والمركزية ‏.تحطيم شركة